# 5.10 (partido político)

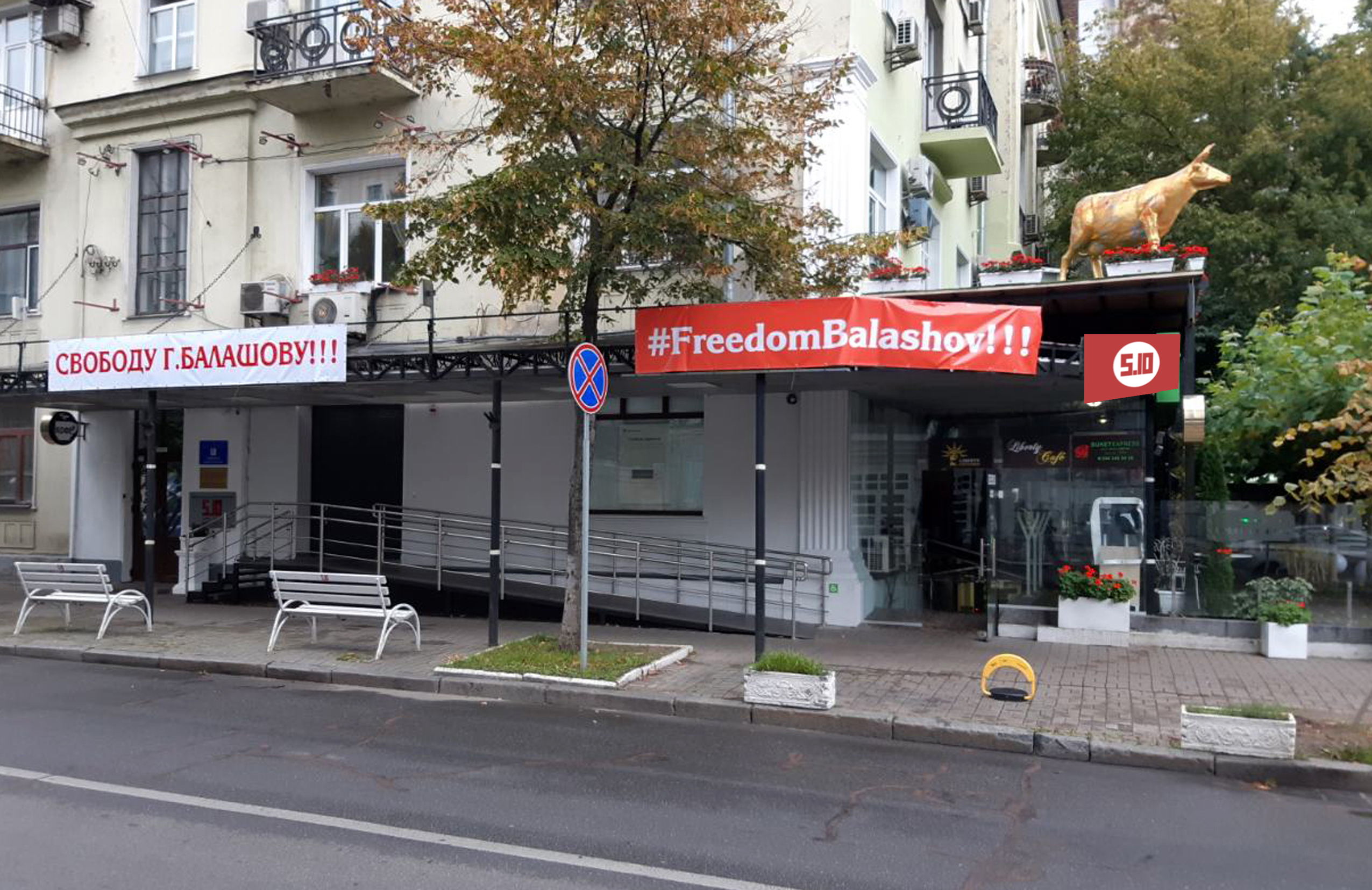
Ucrania, ciudad de Kiev, oficina del partido 5.10 de septiembre de 2021. Libertad para Gennady Balashov.

5.10 es un partido político ucraniano de ideología libertaria, registrado 20 de marzo de 2014. El fundador y líder del partido es Gennadiy Balashov. 

## Ideología
El partido divulga la idea de abolir casi todos los impuestos y tributos existentes en Ucrania e introducir dos nuevos, 5% sobre ventas (sobre compras) pagadas por el comprador, y 10% el impuesto social, sobre el salario, capital extraído u otra renta de persona física. Los demás tributos deben abolirse.

## Elección del presidente de Ucrania en 2014

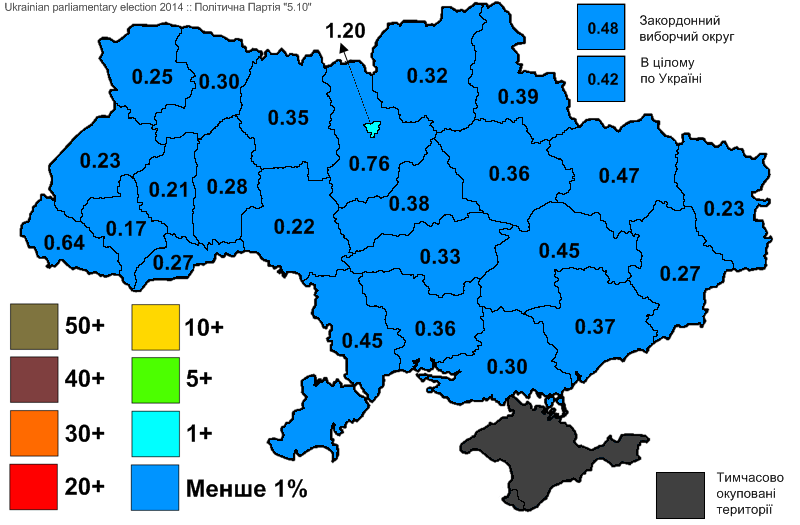
Resultados de las elecciones a la Rada Suprema de Ucrania. Año 2014.

En las elecciones anticipadas del presidente de Ucrania en 2014, el partido político 5.10 apoyó a Petro Poroshenko, por su promesa durante la campaña electoral de terminar el conflicto en el este de Ucrania lo antes posible. Y también para evitar la victoria de Yulia Timoshenko. 
Paralelamente, la sección del partido político 5.10" de Kiev participó en las elecciones al Ayuntamiento de Kiev en 2014, y Balashov, en las elecciones del alcalde. Gennadiy Balashov ocupó el séptimo lugar. Le apoyaron un 2,02% de votantes.

## Elecciones parlamentarias 2014
El partido político participó en las elecciones parlamentarias de 2014, ocupó el decimocuarto lugar con un 0,42% de votos (67.124 votantes). 

## Elecciones del Presidente de Ucrania, 2019
El 19 de septiembre de 2018, el líder partido político libertario 5.10, Gennadiy Balashov, anunció la intención de presentar su candidatura a las elecciones presidenciales de Ucrania del 31 de marzo de 2019. 
Balashov instó a los miembros y los simpatizantes del partido a financiar su campaña electoral mediante contribuciones a la cuenta del partido. En los informes del partido se notificó que a principios de enero de 2019 se habían recogido 1,2 millones de grivnas. Esto es un 47% de la fianza (2,5 millones de grivnas) que debe presentar un candidato a la Comisión Electoral Central para su registro. Balashov se comprometió a completar el resto con sus propios recursos. 
El 15 de enero se presentaron los documentos de registro a la Comisión Electoral Central. El 18 de enero, la CEC aprobó la candidatura. 

## Críticas
Algunos políticos afirman que el impuesto social del 10% sobre las rentas de personas físicas es insuficiente para la protección social de las clases menos beneficiadas de la sociedad, especialmente a los jubilados, que son los más onerosos para el presupuesto. Pero de acuerdo con las explicaciones de Balashov, en el futuro, está previsto cancelar el sistema de pensiones tal como existe ahora. Él cree que los trabajadores serán tan ricos que podrán asegurar su vejez, ya sea a través de ahorros en depósitos o a través de fondos de pensiones privados. Las aportaciones a los fondos de pensiones serán voluntarias. El Estado pagará una suma justa para vivir con las necesidades básicas cubiertas, que son $300. 
También se critica la idea del impuesto sobre ventas del cinco por ciento. Al no ser un impuesto sobre el beneficio, la venta repetida varias ocasiones puede elevar el impuesto total sobre los productos. Este punto de vista fue respetado, por Kaka Bendukidze, quien calificó la parte impositiva del programa 5.10 como una "idea estúpida" y "dañina".